# HD 177178
Désignations
HD 177178 est une étoile blanche de la séquence principale de magnitude 5,83, située dans la constellation de l'Aigle. Elle se trouve à ∼ 180 a.l. (∼ 55,2 pc) de la Terre.

## Observation
C'est une étoile située dans l'hémisphère nord céleste, mais est très proche de l'équateur céleste. Cela signifie qu'elle peut-être observée sans aucune difficulté depuis toutes les régions habitées de la Terre et qu'elle n'est invisible dans les zones les plus intérieures de l'Antarctique. Dans l'hémisphère nord, cependant, elle apparaît circumpolaire que bien au-delà du cercle arctique. Sa magnitude de 5,8 la place à la limite de la visibilité à l'œil nu, donc pour-être vue sans l'aide d'instruments, il faut un ciel clair et éventuellement sans Lune.
Le meilleur moment pour l'observée dans le ciel du soir se situe fin juin et novembre. Dans les deux hémisphères, la période de visibilité reste à peu près la même, grâce à la position de l'étoile non loin de l'équateur céleste.

## Caractéristiques
C'est une étoile blanche de la séquence principale. Elle a une magnitude absolue de 2,12 et sa vitesse radiale indique qu'elle se rapproche du Système solaire.